# لندو (شیرینی)
لندو سیستانی یکی از خوراک یا شیرینی‌های سنتی سیستان است. لندو در سیستان به عنوان میان‌وعده استفاده می‌شود به این دلیل نیز آن را نوعی خوراک به حساب می‌آورند. 
لندو همچنین به‌عنوان نوعی شیرینی هم برای میهمانان سیستانی به حساب آمده و تنقل آن مناسبت‌های مختلف از جمله مراسمات شادی و در طول بارداری و پس از آن برای افزایش شیر مادر استفاده می‌شود.

## طرز تهیه
طرز تهیه شیرینی لندو
- روش اول

### مرحله اول
برای تهیه شیرینی لندو خوشمزه ابتدای کار گندم را می‌شوییم، سپس درون یک کاسه حاوی آب می‌ریزیم و اجازه می‌دهیم به مدت ۲ ساعت درون آب بماند تا خیس بخورد. طی این زمان آب آن را ۳ مرتبه عوض می‌کنیم.

### مرحله دوم
حالا پس از گذشت این زمان گندم را درون آبکش می‌ریزیم تا آب اضافی اش خارج شود. در ادامه روی سطح کار را با پارچه نخی تمیز می‌پوشانیم، سپس گندم را به صورت پخش روی پارچه می‌ریزیم تا آب اضافی اش کشیده شود.

### مرحله سوم
در این مرحله یک تابه مناسب روی حرارت ملایم قرار می‌دهیم، سپس اجازه می‌دهیم تابه به خوبی گرم شود. در ادامه زمانی که گندم‌ها مرطوب هستند، آن‌ها را درون تابه می‌ریزیم و به صورت مداوم هم می‌زنیم.

### مرحله چهارم
حالا هسته خرما را جدا می‌کنیم، سپس درون یک طرف مناسب می‌ریزیم و با گوشت کوب می‌کوبیم تا خرما کاملاً له شود. در ادامه زمانی که بوی خامی گندم از بین رفت و کاملاً برشته شد تابه را از روی حرارت برمی‌داریم.

### مرحله پنجم
در این مرحله گندم را به صورت داغ به خرما له شده اضافه می‌کنیم و مخلوط می‌کنیم. در ادامه تابه را مجدداً روی حرارت ملایم قرار می‌دهیم، سپس کنجد را اضافه می‌کنیم و تفت می‌دهیم تا کنجد برشته شود.

### مرحله ششم
حالا کنجد را به مخلوط خرما اضافه می‌کنیم، سپس هم می‌زنیم تا مواد ترکیب و یکدست شود. در ادامه مخلوط خرما را درون یک سینی مناسب می‌ریزیم، سپس پخش می‌کنیم و یک جسم سنگین روی آن قرار می‌دهیم.

### مرحله هفتم
در این مرحله اجازه می‌دهیم این جسم سنگین به مدت ۱۲ تا ۱۳ ساعت روی مواد شیرینی بماند. در ادامه پس از گذشت این زمان جسم سنگین را از روی مواد شیرینی برداشته، سپس مقداری از آن را برمی‌داریم.
در نهایت شیرینی لندو را در کف دست به صورت گردو فرم می‌دهیم و درون ظرف مورد نظرمان قرار می‌دهیم.
- روش دوم

برای تهیه اول از همه هسته خرما را جدا کرده و در ظرفی ریخته می‌شود. بعد از آماده کردن خرما نوبت گندم است که بعد از خوب برشته شدن، گرما گرم در خرما ریخته می‌شود. کنجد را هم به همین صورت اضافه می‌کنند. وقتی همه گندم‌ها و کنجدها به خرما اضافه شد مواد را با هم مخلوط کرده و زیر بار سنگین گذاشته می‌شود تا بهم خوب بچسبند و سفت شوند. بعد از ۱۲ الی ۱۳ ساعت از زیر بار برداشته و به شکل دلخواه در می‌آید.